# 한진희 (가수)
한진희(1986년 6월 4일 ~ )은 대한민국의 가수이자 남녀 혼성 그룹 '프리즈' & '드림아이'의 리더이다. 2006년 키즈 버라이어티 쇼 〈비바 프리즈〉를 통해 데뷔했고, 2007년 프리즈 1집 앨범 《너의 꿈을 말해봐》을 통해 가수로서 데뷔하였다.

## 학력
- 동국대학교 연극학과 졸업

## 방송 활동

### TV 출연작
- 《개구쟁이 음악회》 (KBS2, 2008년)
- 《비바! 프리즈》 (SBS, 2006년)

### 연극
- 《오! 당신이 잠든 사이》(2010년) - 민희 역.
- 《연탄길》 (2009년) - 여자 3역.